# Draba nemorosa
Draba nemorosa es una especie de planta fanerógama de la familia Brassicaceae.

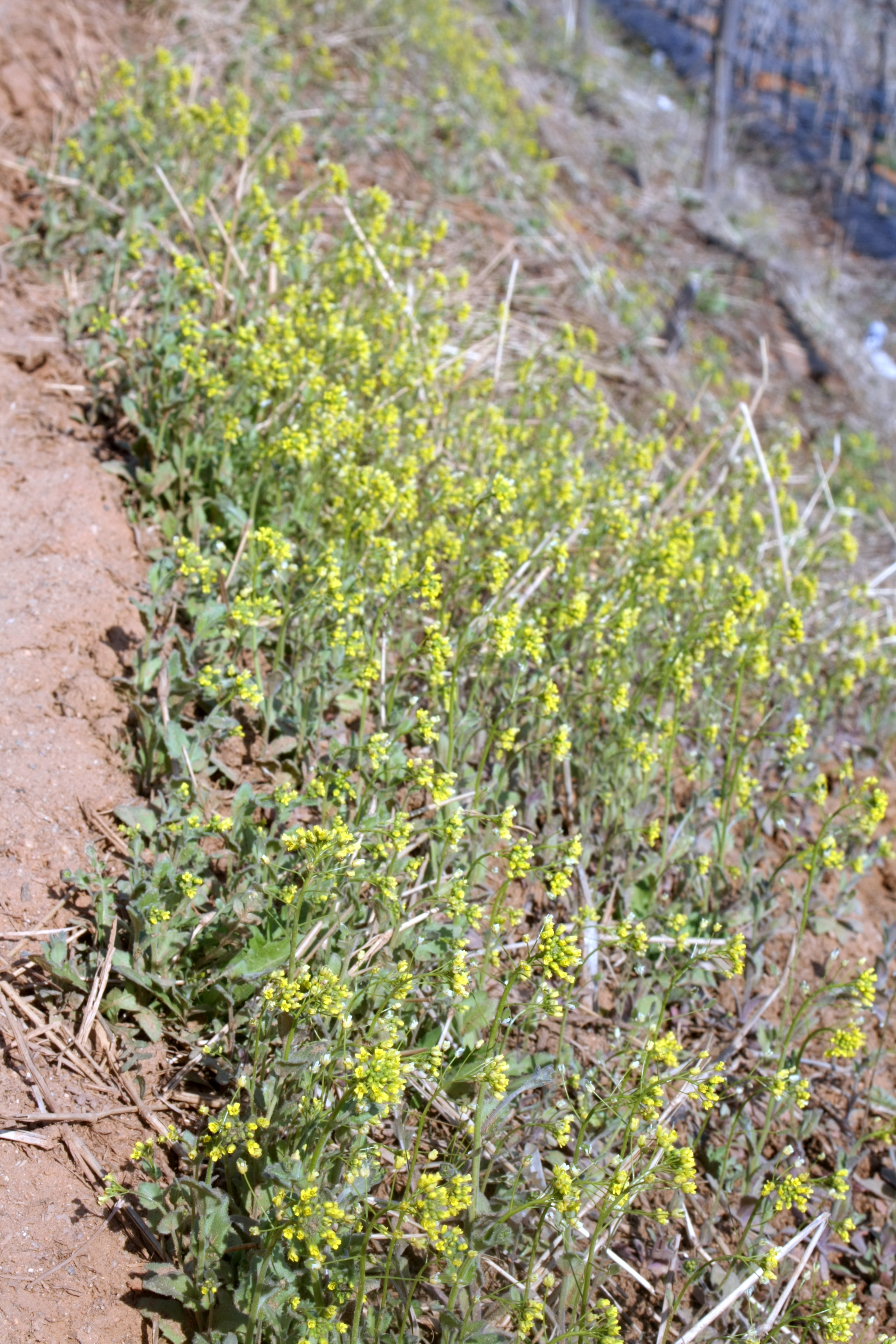
En su hábitat

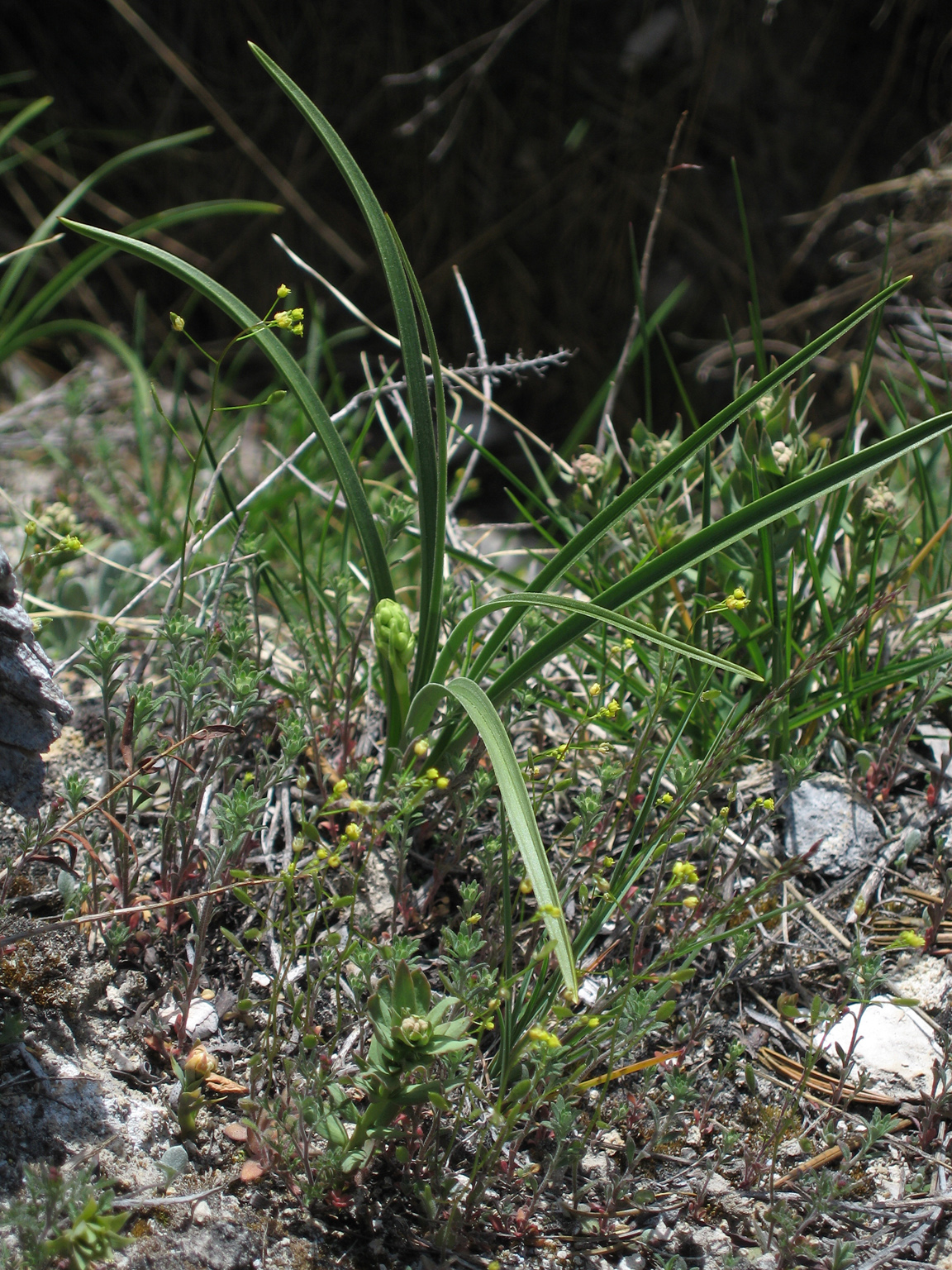
Vista de la planta

## Descripción
Tiene vainas pelosas y hojas cuneadas en la base, no abrazadoras. Pétalos amarillo pálido, difuminándose en blanquecino. Vainas ásperas con pelos, sostenidas en cabillos delgados extensos más largos que las vainas. florece en primavera

## Distribución y hábitat
En Austria, República Checa, Finlandia, Francia, Alemania, Suiza, España, Italia, antigua Yugoslavia, Noruega, Polonia, Rumanía, Suecia y Rusia. Crece en pastos de secano y márgenes del bosque.

## Taxonomía
Draba nemorosa fue descrita por Carlos Linneo  y publicado en Species Plantarum 2: 643. 1753.
Etimología
Ver: Draba, Etimología
nemorosa: epíteto latíno que significa "de los bosques".
Sinonimia
- Crucifera nemorosa E.H.L.Krause
- Draba × ambigua Schur
- Draba dictyota Greene
- Draba gracilis Graham
- Draba intermedia Andrz. ex DC.
- Draba lutea Gilib. ex DC.
- Draba lutea Gilib.
- Draba lutea var. brevipes DC.
- Draba lutea var. longipes DC.
- Draba macroloba Turcz.
- Draba muralis Thunb.
- Draba nemoralis Ehrh.
- Draba nemoralis var. hebecarpa (Lindblom) Lehm.
- Draba nemoralis var. leiocarpa (Lindblom) Lehm.
- Draba polygonifolia Mill.
- Draba pontica Desf.
- Drabella nemoralis (L.) Bubani
- Tomostima luteum Lunell
- Tomostima nemorosa (L.) Lunell[4]